# Ben Lawers
Ben Lawers är ett berg i Storbritannien.   Det ligger i kommunen Perth and Kinross och riksdelen Skottland, i den norra delen av landet, 600 km nordväst om huvudstaden London. Toppen på Ben Lawers är 1 214 meter över havet.
Terrängen runt Ben Lawers är huvudsakligen kuperad. Ben Lawers är den högsta punkten i trakten. Runt Ben Lawers är det mycket glesbefolkat, med 7 invånare per kvadratkilometer. Närmaste större samhälle är Killin, 10,5 km sydväst om Ben Lawers. I omgivningarna runt Ben Lawers växer i huvudsak blandskog.